# Edge of Reality
Edge of Reality é uma canção gravada originalmente por Elvis Presley como parte da trilha sonora do filme Live a Little, Love a Little, lançado nos cinemas em 23 de outubro de 1968.
Em outubro ou novembro de 1968, a música foi lançada em um single (RCA Victor 47–9670) com "If I Can Dream" (do álbum Elvis, trilha sonora do especial de retorno da NBC) no lado oposto. Este foi o primeiro disco de Presley lançado com o selo laranja da RCA Victor.
Em 1º de dezembro de 1970, o single "If I Can Dream" / "Edge of Reality" foi relançado como parte da série Gold Standard da RCA Victor, junto com outros nove singles de Presley.

## Composição e gravação
A canção foi escrita por Bernie Baum, Bill Giant e Florence Kaye.
Elvis Presley a gravou em março de 1968.

## Paradas
| Parada (1968)                              | Posição máxima |
| ------------------------------------------ | -------------- |
| EUA – Billboard Bubbling Under the Hot 100 | 112            |

| Parada (1969)                 | Posição máxima |
| ----------------------------- | -------------- |
| Austrália – Kent Music Report | 2              |